# نمل محارب أثيوبي
نمل محارب أثيوبي (الاسم العلمي:Dorylus aethiopicus) هو نوع من النمل يتبع جنس النمل المحارب من أسرة النملاوات المحاربة.